# Shoreham-by-Sea
Shoreham-by-Sea este un oraș și o stațiune litorală în comitatul West Sussex, regiunea South East England, Anglia. Orașul se află în districtul Adur a cărui reședință este.